# Robert Vaes
Robert Vaes (* 9. Januar 1919 in Antwerpen; † 2000 in London) war ein belgischer Diplomat.

## Leben
Robert Vaes studierte an Freien Universität Brüssel, wurde zum Doktor der Rechtswissenschaften promoviert, arbeitete von 1942 bis 1946 als Barrister und trat 1946 in den auswärtigen Dienst. Er heiratete am 22. Juli 1947 in New York City Anne Albers; ihre Tochter ist Corinne Vaes. Von 1947 bis 1949 war er in Washington, D.C., von 1949 bis 1954 in Paris, von 1954 bis 1956 in Hongkong und von 1956 bis 1958 in London akkreditiert.
Von 1958 bis 1960 war er Privatsekretär des belgischen Außenministers. Von 1960 bis 1963 vertrat er die belgische Regierung bei der OECD in Rom. Von 1964 bis 1966 leitete er im Außenministerium in Brüssel die Abteilung Politik. Von 1966 bis 1972 war er Generalsekretär des belgischen Außenministeriums.
Von Januar 1972 bis 1976 war er belgischer Botschafter in Madrid. Vom 17. Februar 1977 bis 1981 war er Ambassador to the Court of St James’s und nahm an der Bestattung des Earl Mountbatten teil.